# Красноармійськ (Московська область)
Красноармійськ (рос. Красноармейск) — місто обласного підпорядкування в Московській області Росії. Населення 26,2 тис. мешканців (2010 рік).
Розташоване на річці Ворі (ліва притока Клязьми), за 36 км на північний схід від Москви, кінцевий пункт вісімнадцятикілометрової залізничної гілки від станції Софріно.

## Історія

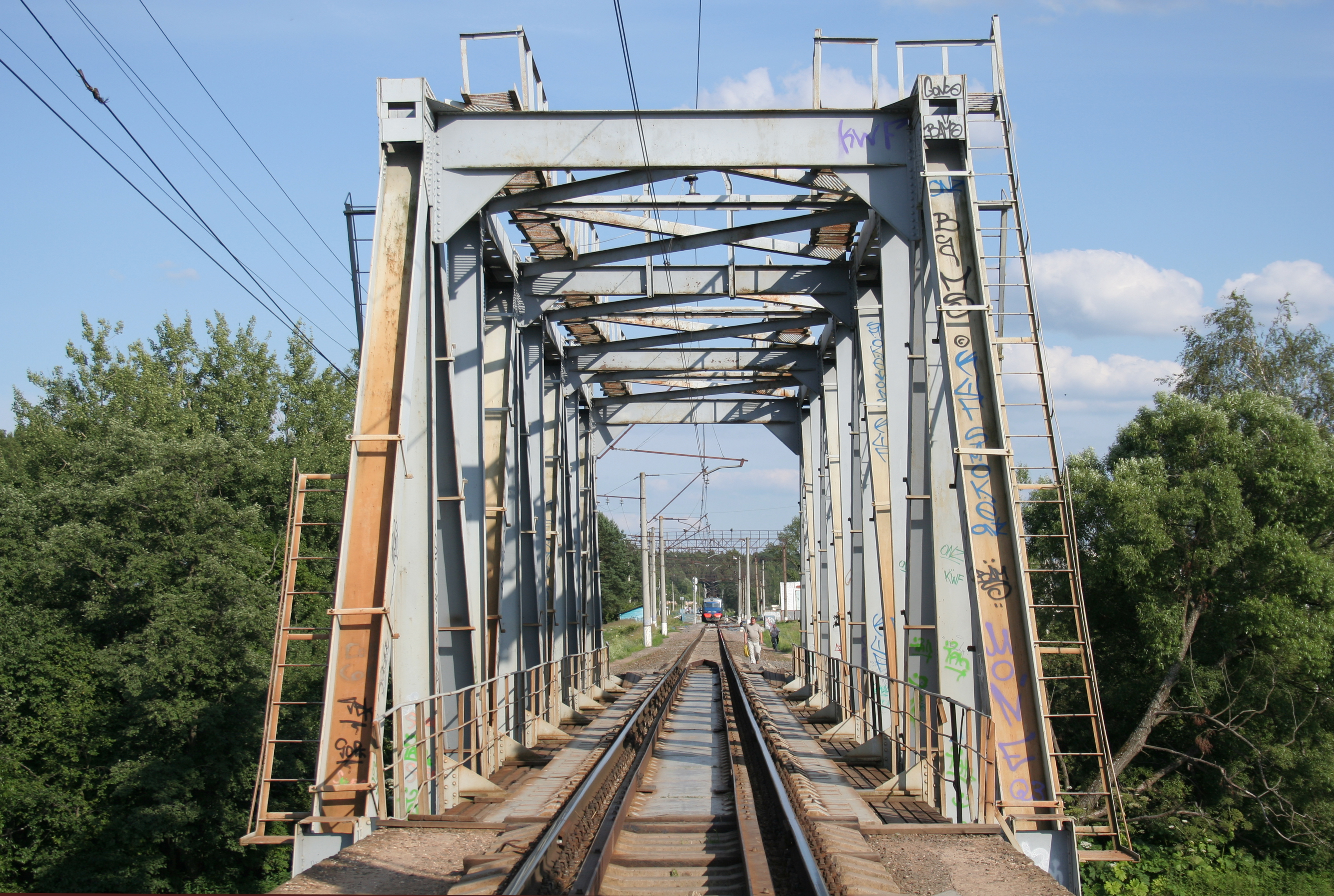
Залізничний міст через річку Ворю в Красноармєйську

1834 року на місці сучасного Красноармєйська на березі Ворі було засновано Вознесенську паперо-прядильну фабрику. 1928 року утворено робітниче селище Краснофлотське (від 1929 року — Красноармійське). У 1934 поблизу розпочав роботу Софрінський артилерійський полігон (пізніше НДІ Геодезія), що став основною північної частини міста. 1947 року селища ткацької фабрики і полігону об'єдналися в місто Красноармійськ.

## Транспорт
Місто пов'язане з Москвою автобусним маршрутом № 317 від північного виходу ВВЦ. Також здійснюється регулярне автобусне сполучення з містом Пушкіно маршрутом автобуса № 21, і з селами Путилова, Федоровське, Баркова і Михайлівське автобусним маршрутом № 43.
В місті розташована станція Красноармійськ, від неї відправляються електропоїзди до Москви (7 пар на добу).

## Культура
Є картинна галерея (від 1994 року). Видається (1992 рік) газета «Городок», газета «Таке життя»

## Пам'ятки
Поруч із містом розташована Микільська церква села Царєво (XIX ст.), у місті діє дерев'яний Вознесенський храм.